# Campeonato Europeo de Curling Femenino de 2016
El XLII Campeonato Europeo de Curling Femenino se celebró en Renfrew (Reino Unido) entre el 19 y el 26 de noviembre de 2016 bajo la organización de la Federación Mundial de Curling (WCF) y la Federación Británica de Curling.
Las competiciones se realizaron en la Braehead Arena de la ciudad escocesa.

## Tabla de posiciones
| Pos | Equipo          | G | P | G–P |
| --- | --------------- | - | - | --- |
| 1   | Escocia         | 9 | 0 | –   |
| 2   | Suecia          | 8 | 1 | –   |
| 3   | República Checa | 6 | 3 | 1–0 |
| 4   | Rusia           | 6 | 3 | 0–1 |
| 5   | Dinamarca       | 4 | 5 | 1–1 |
| 6   | Suiza           | 4 | 5 | 1–1 |
| 7   | Alemania        | 4 | 5 | 1–1 |
| 8   | Italia          | 2 | 7 | –   |
| 9   | Noruega         | 1 | 8 | 1–0 |
| 10  | Finlandia       | 1 | 8 | 0–1 |

## Cuadro final
|  | Semifinales     | Semifinales |   |         | Final           | Final |  |
|  |                 |             |   |         |                 |       |  |
|  |                 |             |   |         |                 |       |  |
|  | Escocia         | 6           |   |         |                 |       |  |
|  | Rusia           | 11          |   |         |                 |       |  |
|  |                 |             |   |         |                 |       |  |
|  |                 |             |   |         |                 |       |  |
|  |                 |             |   |         | Rusia           | 6     |  |
|  |                 | Suecia      | 4 |         |                 |       |  |
|  |                 |             |   |         |                 |       |  |
|  |                 |             |   |         |                 |       |  |
|  |                 |             |   |         | Tercer lugar    |       |  |
|  |                 |             |   |         |                 |       |  |
|  | Suecia          | 9           |   | Escocia | 6               |       |  |
|  | República Checa | 2           |   |         | República Checa | 2     |  |

## Medallistas
| Evento | Oro | Plata                                                                                      | Bronce                                                                   |
| ------ | --- | ------------------------------------------------------------------------------------------ | ------------------------------------------------------------------------ |
| Equipo | Rusia · Viktoriya Moiseyeva · Uliana Vasilieva · Galina Arsenkina · Yuliya Guziyova · Yuliya Portunova | Suecia · Anna Hasselborg · Sara McManus · Agnes Knochenhauer · Sofia Mabergs · Maria Prytz | Escocia Eve Muirhead Anna Sloan Victoria Adams Lauren Gray Kelly Schafer |